# Dieter Bender (Ruderer)
Dieter Bender (* 20. Mai 1940 in Greiz) ist ein ehemaliger deutscher Ruderer. 1962 wurde er Weltmeister im Zweier ohne Steuermann.
Bender ruderte für den Ruderverein Neptun Konstanz. Bei den Ruder-Weltmeisterschaften 1962 in Luzern gewann er zusammen mit Günther Zumkeller den ersten Weltmeistertitel im Zweier ohne Steuermann, nachdem die beiden bereits im Jahr zuvor den Titel bei den Ruder-Europameisterschaften 1961 in Prag erkämpft hatten. Bei den Ruder-Europameisterschaften 1963 in Kopenhagen gewannen die beiden die Silbermedaille hinter dem italienischen Boot.
Zumkeller und Bender gewannen von 1961 bis 1963 dreimal in Folge den Deutschen Meistertitel im Zweier ohne Steuermann. Nachdem die beiden 1964 nur den dritten Platz belegten, konnten sie sich nicht für die olympische Regatta qualifizieren; Bender war zwar als Ersatzruderer nominiert, kam aber nicht zum Einsatz.